# 대한민국 제19대 대통령 선거 자유한국당 후보 경선
자유한국당 제19대 대통령 후보 경선은 2017년 대한민국 대통령 선거에 출마할 자유한국당의 대통령 후보를 선출하기 위해 치러진 절차를 말한다. 이같은 방식으로 실시된 경선 결과 홍준표 전 당 대표가 대통령 후보로 당선되었다. 이후 치러진 대통령 선거 결과 홍준표 후보는 2위로 낙선하였다.
국민 참여 선거인단의 현장 투표를 80%, 일반 국민 여론조사를 20% 반영하던 기존의 경선 방식과 달리 이 경선에서는 책임당원(당비 납부 당원)의 현장 투표를 50%, 일반 국민 여론조사를 50% 씩 반영하여 후보를 선출하는 방식을 채택하였다. 다만 기존의 경선 방식에서도 현장 투표 선거인단의 37.5%, 즉 전체의 30%가 일반 국민 선거인단으로 구성되었으며, 따라서 여론조사와 합치면 전체의 50%가 일반 국민의 표심을 반영하는 것이었다. 따라서 바뀐 경선 방식과 기존의 경선 방식은 일반 국민 표심 반영 비율을 동일하게 한 것이다.

## 경과
자유한국당의 전신 새누리당은 2016년 4월 13일 20대 국회의원 선거에서 패배한 이후 정권 재창출의 가능성이 적신호가 켜지고 심지어 2016년 10월 사상 최악의 국정농단로 국민들의 분노가 켜지며 2016년 12월 박근혜 대통령의 탄핵 소추안이 국회에서 통과되었다 하지만 이번 사태로 대통령 탄핵 책임론에 둘러싼 새누리당의 집안 갈등이 악화되었다. 결국 새누리당은 1990년 3당 합당 이후 26년만에 새누리당의 비박계 인사들이 대규모 탈당하여 분당되었고 범보수진영의 분열이 시작되었다. 대규모 분당 사태 이후 새누리당은 자유한국당으로 당명을 변경하였다. 2017년 3월 10일 대한민국 헌법재판소는 박근혜 대통령의 탄핵안을 인용하고 자유한국당은 집권여당의 지위는 상실을 하고 만다.
탄핵 이후 자유한국당은 대선 후보 선출에 대한 고민을 하기 시작했지만 결국 대선 후보를 선출하기 결심한다. 박근혜 정부 시절의 마지막 국무총리 겸 대통령 권한대행을 맡고 있는 황교안은 이번 사태로 인한 분열을 치유하기 위해서 대통령 선거에 불출마을 선언한다.
당초 자유한국당은 황교안 국무총리, 홍준표 경남지사 등 등 거물급 주자들을 배려하는 차원에서 컷오프 이후에도 당 지도부의 승인이 있을 시 추가 후보 등록을 가능하게 하는 특례 규정을 경선 룰에 포함시킬 방침이었으나, 이를 두고 특정 후보의 편의를 봐주는 특혜 규정이라는 논란이 일자 취소하였다. 당초 컷오프에 참여하지 않겠다던 홍준표 전 대표는 컷오프 이후 입후보 가능 규정이 백지화되자 결국 예비경선에 후보로 등록하였다.
3월 16일로 마감된 후보 등록 결과 조경태 의원, 원유철 전 원내대표, 신용한 전 대통령 직속 청년위원회 위원장, 김진태 의원, 김진 전 중앙일보 논설위원, 김관용 경북지사, 안상수 의원, 이인제 전 의원, 홍준표 경남지사 9명이 후보 등록을 하였다. 한국당은 이들 중 본선에 진출할 4명을 추리기 위해 책임당원 70%와 일반국민 30%의 여론조사 결과를 바탕으로 두 번의 컷오프를 진행하였다. 3월 18일 1차 컷오프에서 김진, 조경태, 신용한 등 3명의 후보가 탈락했으며, 3월 20일 2차 컷오프에서는 원유철, 안상수 등 2명이 탈락하였다. 두 번의 컷오프를 모두 통과한 홍준표, 김진태, 이인제, 김관용 등 4명의 후보는 본 경선에 진출하게 되었다.
본선에 진출한 4명의 후보 중 김진태 후보, 이인제 후보, 김관용 후보는 모두 친박근혜계 소속이어서 한국당이 '도로 친박당'이 되는 게 아니냐는 비판이 일었다. 특히 김진태 후보는 3월 14일 출마 선언문에서부터 박근혜 대통령을 끝까지 지키겠다는 출마 취지를 밝혔을 정도로 강성 친박으로 분류되었다. 반면 한국당의 대표적인 비박 인사이기도 한 홍준표 후보는 박근혜 전 대통령이 책임을 다하지 못한 것에 국민들이 분노하는 것이라며 탄핵이 지나치지 않다고 말하는 등 비박 성향을 드러냈다. 이로써 한국당의 경선은 홍준표 후보 대 친박 3인의 구도로 진행되게 되었다.
홍준표 후보는 3월 26일 경선 후보 토론회에서 더불어민주당 문재인 후보의 집권을 막기 위해 바른정당은 물론 국민의당과의 연대도 가능하다며 우파 연대론을 주장하였다. 김진태 후보는 이에 대해 유승민 김무성과는 연대할 수 없으며 바른정당은 없어져야 할 당이라 밝혔고 이인제 후보는 탄핵이 정치윤리를 심각하게 벗어나 이뤄졌고 이런 탄핵을 주도한 세력과 아무 일 없었다는 듯 연대하는 건 불가하다는 입장을 밝혔다. 김관용 후보는 반문재인 연대의 필요성에 있어서는 점에는 홍준표 후보와 의견을 함께 했으나 홍준표 후보와 김진태 후보가 각각 불법 정치 자금 수수와 선거법 위반에 대한 혐의로 재판을 받고 있다며 이 둘은 대선 후보 자격이 없다는 의견을 밝혔다.

## 후보자
2017년 1월 15일, 이인제 전 경기도지사가 대선 출마를 선언하였다. 2월 6일에는 원유철 전 원내대표가 출사표를 던졌고, 같은 달 15일 김진 전 중앙일보 논설위원이 자유한국당에 입당하며 대선 출마 선언을 했다. 21일에는 안상수 의원이 대선 출마 선언을 했다. 3월 7일에는 신용한 전 청와대 직속 청년위원장이 대선 출마 선언을 했으며, 같은 달 13일에는 조경태 의원이 대선 출마 선언을 했다.  다음 날인 14일에는 김관용 경북도지사와 김진태 의원이 대선 출마 선언을 했다.  한편 홍준표 경남도지사는 3월 18일 출마를 선언했다. 이후 두 차례에 걸쳐 컷오프를 진행한 결과 이인제, 김관용, 김진태, 홍준표 4명이 본 경선 진출 후보로 확정되었다.
| 대한민국 제19대 대통령 선거 자유한국당 경선 후보 | 대한민국 제19대 대통령 선거 자유한국당 경선 후보 | 대한민국 제19대 대통령 선거 자유한국당 경선 후보 | 대한민국 제19대 대통령 선거 자유한국당 경선 후보 | 대한민국 제19대 대통령 선거 자유한국당 경선 후보 |
| 기호                                             | 이름                                             | 생년                                             | 경력 | 비고                                             |
| ------------------------------------------------ | ------------------------------------------------ | ------------------------------------------------ | --- | ------------------------------------------------ |
| 1                                                | 이인제                                           | 1948년                                           | 자유한국당 상임고문 前 선진통일당 대표 前 새천년민주당 지도위원 前 자유민주연합 총재권한대행 제10대 노동부 장관 제29대 경기도지사 제13·14·16·17·18·19대 국회의원 국민신당 제15대 대통령 선거 후보 민주당 제17대 대통령 선거 후보 |                                                  |
| 2                                                | 김관용                                           | 1942년                                           | 제29·30·31대 경상북도지사 제15·16·17대 경상북도 구미시장 |                                                  |
| 3                                                | 김진태                                           | 1964년                                           | 제19·20대 국회의원 |                                                  |
| 4                                                | 홍준표                                           | 1953년                                           | 前 한나라당 대표최고위원 前 한나라당 원내대표 前 한나라당 상임고문 제35·36대 경상남도지사 대한태권도협회 회장 제15·16·17·18대 국회의원                                                                                           | 최종 후보 선출                                   |

## 결과
2017년 3월 29일부터 3월 30일까지 실시된 국민 여론조사의 50%, 2017년 3월 26일에 실시된 책임당원 현장 투표의 50%를 반영했다. 책임당원 181,480명 중 33,937명이 투표해 투표율은 역대 최저인 18.7%를 기록했다.
2017년 3월 31일에 열린 자유한국당 전당대회에서 홍준표 후보가 한국당의 제19대 대통령 후보로 확정되었다.
| 순위 | 기호 | 이름   | 여론조사 (50%) | 책임당원 투표 (50%) | 책임당원 투표 (50%) | 총득표 | 비고      |
| 순위 | 기호 | 이름   | 득표율         | 득표수              | 득표율              | 득표율 | 비고      |
| ---- | ---- | ------ | -------------- | ------------------- | ------------------- | ------ | --------- |
| 1    | 4    | 홍준표 | 46.7           | 20,868              | 61.6                | 54.15  | 후보 확정 |
| 2    | 3    | 김진태 | 17.5           | 7,132               | 21.1                | 19.3   |           |
| 3    | 1    | 이인제 | 24.6           | 1,725               | 5.1                 | 14.85  |           |
| 4    | 2    | 김관용 | 11.2           | 4,131               | 12.2                | 11.7   |           |
| 합계 | 합계 | 합계   |                |                     |                     |        | -         |

## 같이 보기
- 대한민국 제19대 대통령 선거
- 대한민국 제19대 대통령 선거 더불어민주당 후보 경선
- 대한민국 제19대 대통령 선거 국민의당 후보 경선
- 대한민국 제19대 대통령 선거 바른정당 후보 경선
- 대한민국 제19대 대통령 선거 정의당 후보 경선